# اكتئاب ما قبل الولادة

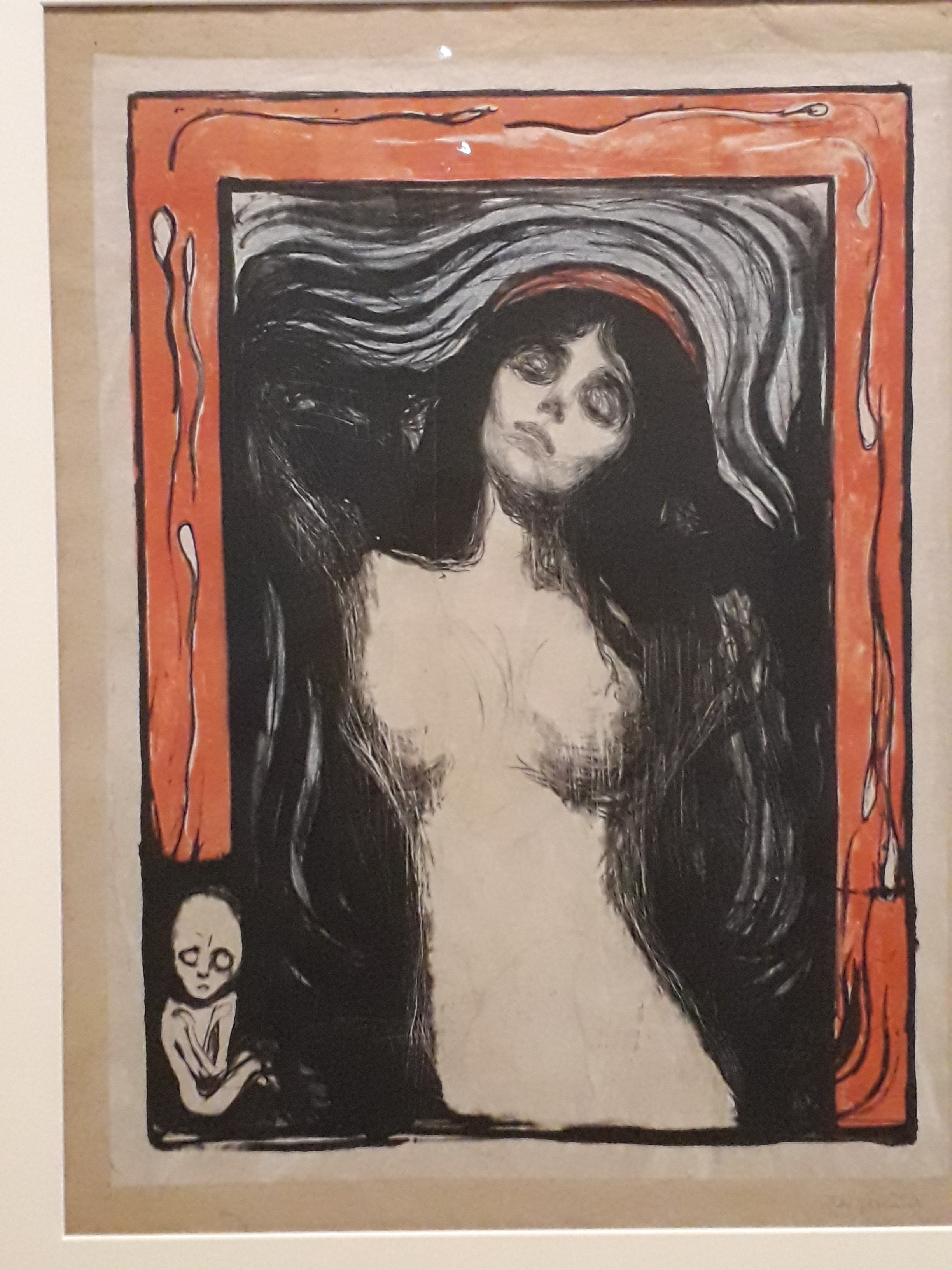
إدوارد مونك، "المجنون". 1895-1902.

اكتئاب ما قبل الولادة، المعروف أيضًا بالاكتئاب قبل الولادة أو ما حول الولادة، هو نوع من الاكتئاب السريري الذي يمكن أن يؤثر على المرأة أثناء فترة الحمل. ويمكن أن يكون مقدمة للاكتئاب ما بعد الولادة إذا لم يُعالج بشكل صحيح. تشير التقديرات إلى أن ما بين 7% إلى 20% من النساء الحوامل يعانين من هذه الحالة. يمكن لأي شكل من أشكال التوتر الذي تشعر به الأم قبل الولادة أن يكون له تأثيرات سلبية على جوانب مختلفة من نمو الجنين، مما قد يؤدي إلى أضرار للأم والطفل معًا بعد الولادة. وبالفعل، قد يعاني الطفل المولود من تبعات إذا كانت الأم تعاني من الاكتئاب أو التوتر، مثل انخفاض النشاط أو الضيق العاطفي.
من بين الأسباب المحتملة لاكتئاب ما قبل الولادة: الإجهاد والقلق الناتج عن الحمل، الحمل غير المخطط له، صعوبة الحمل، تاريخ من سوء المعاملة، عدم الرغبة في الحمل، إضافة إلى ظروف اقتصادية أو أسرية غير مستقرة.
تشمل الأعراض التي قد تظهر على الأم: كيفية رؤيتها لنفسها، شعورها تجاه المرور بتجربة الحمل والولادة، القيود التي قد يفرضها الأمومة على نمط حياتها، أو كيف سيشعر الشريك أو الأسرة تجاه الطفل. الحمل يشكل ضغطًا كبيرًا على جسم المرأة، لذلك من المتوقع حدوث تقلبات في المزاج مثل الحزن، التهيج، الألم، ومشاكل في الذاكرة. إذا تُرك اكتئاب ما قبل الولادة دون علاج، فقد يكون له عواقب خطيرة على صحة الأم والطفل. لذلك يُوصى بشدة للأمهات اللواتي يعتقدن أنهن يعانين من هذه الحالة أن يناقشن الأمر مع مقدمي الرعاية الصحية.

## العلامات والأعراض
يُصنف اكتئاب ما قبل الولادة بناءً على الأعراض التي تظهر على المرأة أثناء الحمل. التغييرات في الحالة المزاجية، الذاكرة، وعادات الأكل والنوم تكون شائعة خلال هذه الفترة، ولكن عندما تصبح هذه الأعراض شديدة لدرجة أنها تبدأ في التأثير على الحياة اليومية، يتم تصنيف الحالة على أنها اكتئاب ما قبل الولادة.
تشمل أعراض اكتئاب ما قبل الولادة:عدم القدرة على التركيز، صعوبة التذكر، الشعور بالخدر العاطفي، التهيج الشديد، مشاكل في النوم: النوم الكثير أو قلة النوم أو النوم غير المريح، التعب الشديد أو المستمر، الرغبة في الإفراط في تناول الطعام أو العكس، عدم الرغبة في تناول الطعام، فقدان الوزن أو زيادة الوزن غير المرتبطة بالحمل، فقدان الاهتمام بالجنس، الشعور بالرهبة من كل شيء، بما في ذلك الحمل، الشعور بالفشل أو الذنب، الحزن المستمر، خواطر الانتحار أو الموت.
يمكن أن تشمل الأعراض الأخرى أيضًا: عدم القدرة على الإثارة بشأن الحمل أو الطفل، الشعور بالانفصال عن الطفل، عدم القدرة على تكوين أو الشعور بالارتباط مع الطفل النامي.
هذه الأعراض قد تؤثر بشكل كبير على العلاقة بين الأم وطفلها، مما يؤدي إلى نقص في قدرة الأم على الرعاية الذاتية. في بعض الحالات، يمكن أن يتسبب اكتئاب ما قبل الولادة في عوامل خطر أكبر على صحة الأم. قد تشمل أسباب اكتئاب ما قبل الولادة: مشاكل في العلاقات، التاريخ العائلي أو الشخصي للاكتئاب، العقم، فقدان الحمل السابق، مضاعفات الحمل، تاريخ من سوء المعاملة أو الصدمة.
من المهم أن تتم معالجة هذه الحالة بشكل مناسب، لأن عدم العلاج يمكن أن يكون له تأثيرات خطيرة على الأم والطفل.

### ظهور الأعراض ومدتها
هنالك عدة عوامل مسبب لاكتئاب ما قبل الولادة. غالبًا ما يرتبط بالخوف والضغط من الحمل. وتشمل العوامل الأخرى الحمل غير المقصود، وتضخم الجاذبية، والقضايا المالية، وترتيبات المعيشة والعلاقات مع الأب والأسرة. عادة، تُصَنَّف أعراض الاكتئاب المرتبطة بالحمل على أنها اكتئاب ما بعد الولادة، بسبب ظهور الأعراض التي تحدث بعد الولادة. فيما يلي تفصيل عندما بدأت مجموعة من النساء يشعُرن ببدء الأعراض المصاحبة للاكتئاب:
- 11.8 بالمائة في 18 أسبوعًا.
- 13.5 بالمائة في 32 أسبوعًا.
- 9.1 في المائة بعد 8 أسابيع من الولادة.
- 8.1 في المائة بعد 8 أشهر من الولادة.[7]

في مقال نشر حديثًا بواسطة مركز الطفل، ذكر المؤلفون أنه «لسنوات، اعتقد الخبراء الخطأً أن هرمونات الحمل محمية ضد الاكتئاب، مما يجعل النساء أكثر عرضة للإصابة بالمرض بعد ولادة الطفل فقط وانخفاض مستويات هرموناتهن» وهذا تفسير محتمل لسبب عدم تشخيص الاكتئاب ما قبل الولادة إلى مؤخرًا.

## الأسباب ومدى الانتشار
يختلف انتشار اكتئاب ما قبل الولادة قليلًا حسب كل منطقة في العالم. في الولايات المتحدة، يعاني من الاكتئاب ما قبل الولادة ما يصلُ إلى 6% من النساء الحوامل، بينما في جنوب آسيا يعاني منه ما يصل إلى 24% من النساء الحوامل. وقد أصبح أكثر انتشاراً مع إجراء المزيد من الدراسات الطبية. كان يُعتقد أن الاكتئاب ما قبل الولادة هو إجهاد طبيعي مرتبط بالحمل، وتم التلويح به كمرض شائع. يمكن أن يكون ناتجا عن العديد من العوامل، على الرغم من أنها غالبا ما تتضمن جوانب من الحياة الشخصية للأم، مثل الأسرة والمكانة الاقتصادية وحالة العلاقة وما إلى ذلك. ويمكن أن يكون سببها أيضا التغيرات الهرمونية والجسدية المرتبطة بالحمل. عوامل الخطر الإضافية تشمل نقص الدعم الاجتماعي، وعدم الرضا الزوجي، وبيئات العمل التمييزية، وتاريخ الإساءات المنزلية، والحمل غير المخطط له أو غير المرغوب فيه.

## الفحوصات النفسية
إن فحوصات الصحة النفسية في الفترة المحيطة بالولادة مهمة في الكشف عن وتشخيص اكتئاب ما قبل الولادة وبعد الولادة في وقت مبكر. الكلية الأمريكية لأطباء التوليد وأمراض النساء هي واحدة من العديد من منظمات صحة الأمهات التي تشجع بقوة الفحص الشامل للنساء الحوامل وبعد الولادة من أجل الاكتئاب كجزء من رعاية التوليد الروتينية. في الواقع، قامت العديد من الولايات، بما في ذلك كاليفورنيا، بالفعل بتشريع القوانين التي تتطلب من مقدمي الخدمات فحص المرضى أثناء الزيارات لأنهم يدركون أنه . 9-PHQ الفحوصات المبكرة يمكن أن تسرع عملية تلقي العلاج الفعال. استبيان صحة المرضى 9 (هو مقياس شدة اكتئاب موثوق به تم صياغته وفقًا 9-PHQ أداة فحص تستخدم عادة لاكتشاف الاكتئاب. .DSM-IV للاكتئاب، ويتكون من 9 عناصر مرتبطة بالمعايير التسعة المدرجة في DSM-IV لمعايير وتم تقييمها من حيث الحساسية والخصوصية المماثلة. يتم PHQ وهي نسخة مختصرة من إجراء اختبار الفحص الذاتي للمرضى ويتم إجراؤه عادةً في عيادة الرعاية الأولية. ومع ذلك، لا يكفي مجرد توفير فحوصات الصحة العقلية للمرضى المعرضين للخطر. يجب تنفيذ التدخلات مثل الإحالات إلى العلاج ومراقبة الصحة العقلية في أنظمة الرعاية الصحية من أجل ضمان مساعدة هؤلاء النساء باستمرار طوال رحلة التعافي.

## العلاج
علاج الاكتئاب السابق للولادة يفرض العديد من التحديات لأن الطفل يتأثر أيضاً بأي علاج ُيُعْطَى للأم. هناك خيارات العلاج غير الدوائية والدوائية التي يمكن أن تنظر فيها النساء المصابات باكتئاب ما قبل الولادة تحرير العلاج غير الدوائي يقترح أن يتم معالجة الجوانب العاطفية أولاً والتي تشمل: تعويد النفس على الاسترخاء قدر الإمكان، قضاء الوقت مع الزوج، والحديث عن مخاوف وقلق المرأة من الحمل، والتكيف مع الإجهاد.  ينصح بالعلاج النفسي لأي امرأة تعاني من اكتئاب ما قبل الولادة، لأنها طريقة فعالة للأم للتعبير عن مشاعرها بكلماتها الخاصة. على وجه التحديد، يساعد العلاج السلوكي المعرفي بشكل فعال على تقليل أعراض الاكتئاب السابق للولادة. بالإضافة إلى العلاج النفسي، لذا يوصى برؤية طبيب نفسي حيث يمكنهم تقييم ما إذا كانت الأدوية مفيدة وتقديم توصيات دوائية محددة، إذا لزم الأمر.

### خيارات الأدوية لاكتئاب ما قبل الولادة
من المهم أن تطلب المرأة الحامل من مقدم الرعاية الصحية الموصوف أن يشارك المزيد من التفاصيل حول جميع مخاطر وفوائد الأدوية المتاحة أثناء الحمل،  كما أن هناك نوعان رئيسيان من مضادات الاكتئاب المستخدمة أثناء الحمل ؛ مضادات الاكتئاب ثلاثية الحلقات بمجرد وصفه، حيث وجد أن الأدوية المضادة(SSRIS ) ومثبطات امتصاص السيروتونين الانتقائية(TCAS)  للاكتئاب فعالة للغاية في علاج اكتئاب ما قبل الولادة، ويمكن أن يتوقع المرضى أن يشعروا بتحسن في المزاج في غضون 2 إلى 3 أسابيع في المتوسط، ويمكن أن يبدأن في الشعور بالتواصل الحقيقي مع طفلهم، وتشمل الفوائد المبلغ عنها للأدوية عودة الشهية، وزيادة المزاج، وزيادة الطاقة، وتركيز أفضل. أما الآثار الجانبية فإنها تكون طفيفة، على الرغم من الإبلاغ عنها في بعض الحالات في الوقت الحالي، لم يكن هناك أي تشوهات في الطفل مرتبطة باستخدام مضادات الاكتئاب أثناء الحمل. قد يكون صحيحاً أن استخدام المواليد الجدد مع الظروف خارج الرحم بعد الولادة مباشرة، تشير بعض الدراسات إلى أن الرضع الذين تعرضوا لمثبطات استرداد السيروتونين الانتقائية في الثلثين الثاني والثالث كانوا أكثر عرضة للقبول في العناية المركزة بعد ولادتهم بسبب أمراض الجهاز التنفسي والقلب وخفة الوزن وأسباب أخرى، وأن قبل الولادة أظهروا تحك ًما أقل في الحركة عند الولادة من الرضع الذين لم SSRI الرضع الذين تعرضوا لـ يتعرضوا لمثبطات إعادة امتصاص السيروتونين الانتقائية. كان المواليد الجدد الذين تعرضوا لمثبطات استرداد السيروتونين الانتقائية لمدة خمسة أشهر أو أكثر قبل الولادة أكثر عرضة لخطر انخفاض درجات أبغار 1 و 5 دقائق بعد الولادة، مما يشير إلى أنهم كانوا أقل صحة من حديثي الولادة الذين لم يتعرضوا SSRI لمثبطات إعادة امتصاص السيروتونين الانتقائية قبل الولادة. ومع ذلك، لم يتم العثور على التعرض قبل الولادة ليكون له تأثير كبير على الصحة العقلية والبدنية للأطفال على المدى الطويل. هذه النتائج ليست مستقلة عن أي آثار لاكتئاب ما قبل الولادة على الرضع.

## الصلة بين اكتئاب ما قبل الولادة وما بعد الولادة
وجدت الدراسات صلة قوية بين اكتئاب ما قبل الولادة واكتئاب ما بعد الولادة لدى النساء. وبعبارة أخرى، فإن النساء اللواتي يعانين من اكتئاب ما قبل الولادة من المحتمل جدًا أن يعانين أيضًا من اكتئاب ما بعد الولادة. يعتمد سبب ذلك على استمرار الاكتئاب السابق للولادة في فترة ما بعد الولادة. في ضوء لوجستي، فمن المنطقي أن النساء المصابات بالاكتئاب أثناء الحمل سيعانين من الاكتئاب أيضًا بعد ولادة طفلهم. ومع ذلك، هناك بعض العوامل التي تحدد بشكل حصري وجود اكتئاب ما بعد الولادة الذي لا يرتبط بالضرورة باكتئاب ما قبل الولادة. تتضمن هذه الأمثلة متغيرات مثل الطبقة الاجتماعية والاقتصادية، إذا تم التخطيط للحمل أم لا، وعلاقة الوالدين قبل الحمل والولادة. [بحاجة وآخرون، وجد المؤلفون COBURN لمصدر]بالإشارة إلى دراسة حديثة أجراها أنه بالإضافة إلى التأثيرات السابقة

## الاكتئاب السابق للولادة وتحرير صحة الرضيع
ارتبط الاكتئاب أثناء الحمل بزيادة خطر الإجهاض التلقائي. في مراجعة أجراها فرايزر وآخرون، يمكن أن يقلل الإجهاد الحاد والمزمن أثناء الحمل من النشاط المناعي المناسب البالغ الأهمية أثناء الحمل، ويمكن أن يؤدي إلى الإجهاض التلقائي. لا يزال هناك جدل حول ما إذا كان  الإجهاض بسبب حالة الاكتئاب أو الأدوية المضادة للاكتئاب. لاحظت دراسة كبيرة أجريت في الدنمارك أن هناك نسبة أعلى من حالات الإجهاض في الثلث الأول لدى النساء المكتئبات غير المعرضات لمثبطات إعادة امتصاص السيروتونين الانتقائية مقارنة بالنساء غير المكتئبات المعرضات لمثبطات إعادة امتصاص السيروتونين الانتقائية، مما يشير إلى أن الإجهاض قد يكون مرتبطاً بالحالة النفسية للأم بدلاً من مضادات الاكتئاب. ترتبط أعراض الاكتئاب عند النساء الحوامل بالنتائج الصحية السيئة عند الرُضَّع. تم العثور على معدلات الاستشفاء زيادة في الرضع الذين يولدون للنساء مع ارتفاع مستويات الاكتئاب أثناء الحمل. إن انخفاض الرضاعة الطبيعية وضعف النمو البدني وانخفاض الوزن عند الولادة والعمر الحملي المبكر وارتفاع معدلات الإصابة بالإسهال هي بعض النتائج المبلغ عنها لسوء الصحة بين الرضع المولودين للنساء الحوامل المكتئبات. في الواقع، تم العثور على فحوصات إيجابية قبل الولادة تدار في الثلث الأول أو الثالث لتكون عوامل خطر عالية للتوقف المبكر عن الرضاعة الطبيعية. تشير الدراسات أيضاً إلى أن الآثار البيئية للاكتئاب الأمومي تؤثر على الجنين النامي إلى حد أن التأثير يمكن رؤيته خلال مرحلة البلوغ من النسل. الآثار أسوأ بالنسبة للنساء من خلفيات اجتماعية واقتصادية وآخرون، [29] توقعت أعراض الاكتئاب قبل الولادة عددًا أكبر COBURN منخفضة. في دراسة حديثة أجراها بكثير من المخاوف المتعلقة بصحة الرضع عند عمر 12 أسبوعا (3 أشهر). شملت المخاوف الصحية الطفح الجلدي والمغص والبرد والحمى والسعال والإسهال والتهابات الأذن والقيء. ارتبطت أعراض الاكتئاب عند النساء الحوامل بالنتائج الصحية السيئة عند الرضع. تم العثورعلى معدلات الاستشفاء زيادة في الرضع الذين يولدون للنساء مع ارتفاع مستويات الاكتئاب أثناء الحمل. إن انخفاض الرضاعة الطبيعية وضعف النمو البدني وانخفاض الوزن عند الولادة والعمر الحملي المبكر وارتفاع معدلات الإصابة بالإسهال هي بعض النتائج المبلغ عنها لسوء الصحة بين الرضع المولودين للنساء الحوامل المكتئبات. في الواقع، تم العثور على فحوصات إيجابية قبل الولادة تدار في الثلث الأول أو الثالث لتكون عوامل خطر عالية للتوقف المبكر عن الرضاعة الطبيعية. تشير الدراسات أيضا إلى أن الآثار البيئية للاكتئاب الأمومي تؤثر على الجنين النامي إلى حد أن التأثير يمكن رؤيته خلال مرحلة البلوغ من النسل. الآثار أسوأ بالنسبة للنساء من خلفيات اجتماعية واقتصادية منخفضة. في دراسة حديثة أجراها وآخرون،  توقعت أعراض الاكتئاب قبل الولادة عددا أكبر بكثير من COBURN المخاوف المتعلقة بصحة الرضع عند عمر 12 أسبوعا (3 أشهر). شملت المخاوف الصحية الطفح جلدي تم إجراء مجال بحثي مثير ومفيد لمعرفة دور المتغيرات المربكة في علاقة الاكتئاب الأمومي بالولادة مع المخاوف الصحية للرضع. يعتبر عمر الأم، الشريك الرومانسي،
التعليم، دخل الأسرة، وضع المهاجر، وعدد الأطفال الآخرين، الرضاعة الطبيعية، عمر الحمل، وزن الولادة بعضا من العوامل الوسيطة أو المعتدلة التي ترتبط ببعض المخاوف المتعلقة بصحة الرضع. maternal prenatal depressive symptoms predicted significantly higher number of infant health concerns at 12-weeks (3 months) of age. The health concerns included rash, colic, cold, fever, cough, diarrhea, ear infections, and vomiting. إن دراسات أعراض الاكتئاب التالي للولادة هي أكثر نسبيا من تلك التي تتعلق باكتئاب ما قبل الولادة، وينبغي أن تنظر الدراسات في دور العوامل المختلفة أثناء الحمل التي قد تؤثر على صحة الرضع، حتى في مرحلة البلوغ. والمغص والبرد والحمى والسعال والإسهال والتهابات الأذن والقيء.

## الأزواج واكتئاب المرأة قبل الولادة
يمكن أن يعاني الآباء أيضاً من الاكتئاب أثناء حمل شريكهم، وعادةً ما يتم عرضه على أنه تعب أو تغيرات في أنماط النوم وتناول الطعام. الرجال الذين شركاؤهم من النساء يعانون من الاكتئاب السابق للولادة أو بعد الولادة غالباً ما يجدون أنفسهم يتلقون قدرا أقل من المودة والألفة من شركائهم. إذا ظهرت أعراض الاكتئاب السابق للولادة، فمن المستحسن للآباء توفير التشجيع لشركائهم لمناقشة حالتهم مع مقدم الرعاية الصحية. من المهم أيضاً أن يسعى الأب إلى دعم نفسه. في بحث أجري في السويد يلاحظ 366499 ولادة، ارتبط الاكتئاب الأبوي المشخّص حديثًا في وقت الحمل أو أثناء الحمل بزيادة خطر الولادة قبل الأوان. ومع ذلك، لم يظهر الاكتئاب الأبوي الموجود مسبقًا أي ارتباط، والذي قد يكون بسبب إدراك الأم للتغييرات في مزاج شريكها.